# Dolichoderus tricolor
Dolichoderus tricolor är en myrart som beskrevs av Carlo Emery 1914. Dolichoderus tricolor ingår i släktet Dolichoderus och familjen myror. Inga underarter finns listade i Catalogue of Life.